# Braunschweig Hauptbahnhof
Braunschweig Hauptbahnhof – główny dworzec kolejowy w Brunszwiku, w kraju związkowym Dolna Saksonia, w Niemczech.
| Braunschweig Hauptbahnhof   |  |        |
| Linia Brunszwik - Magdeburg |  |        |
|                             |  | Weddel |